# Can't Blame The Youth
 (décembre 2024).
Si vous disposez d'ouvrages ou d'articles de référence ou si vous connaissez des sites web de qualité traitant du thème abordé ici, merci de compléter l'article en donnant les références utiles à sa vérifiabilité et en les liant à la section « Notes et références ».
Albums par
Can't Blame The Youth est un album du musicien reggae Peter Tosh édité par Jad Records/Universal en 2004.

## Liste des chansons
1. Can't Blame The Youth
2. Arise Blackman
3. Lion
4. Maga Dog
5. Go Tell It To The Mountain
6. Here Comes The Judge
7. Four Hundred Years
8. Soon Come
9. Here Comes The Sun
10. Little Green Apples
11. Them A Fi Get A Beatin'
12. You Can't Fool Me Again
13. Leave My Business
14. Love
15. Little Love, A (Version 4)
16. We Can Make It Uptight
17. Evil Version
18. My Sympathy